# Anllares del Sil
Anllares del Sil es una localidad de España, parte del municipio de Páramo del Sil, situado en la comarca de El Bierzo, provincia de León, comunidad autónoma de Castilla y León.
En sus proximidades se encuentra la central térmica de Anllares, perteneciente a la empresa Unión Fenosa, en funcionamiento desde 1982 con una potencia instalada de 350 megavatios, que conformaba la industria más importante del municipio y fue desconectada de la red para su desmantelamiento en 2018. También es muy conocido por la casa de la antigua reina Urraca I de León y sus buenas posibilidades para el senderismo. Alberga casas rurales, un restaurante y casas antiguas basadas en el siglo XVIII.

## Galería de imágenes
|                                     |
| Central térmica de Anllares del Sil |

|                                |
| Panorámica de Anllares del Sil |